# غاريبالدي (مترو باريس)
غاريبالدي (بالفرنسية: Garibaldi)‏ هي محطة مترو تابعة لمترو باريس تقع في فرنسا في Saint-Ouen.[بحاجة لمصدر]